# Ӣ
La I con macrón (Ӣ ӣ; cursiva: Ӣ ӣ) es una letra del alfabeto cirílico. En tayiko, representa una prosódica vocal cerrada anterior no redondeada alargada /ˈiː/ al final de una palabra contrastando con doble i /ˈi.ji/, también usado al final de la palabra. En sami kildin en la Península de Kola y mansi en el oeste Siberia, representa largo /iː/. En esas lenguas, la longitud vocálica es distintivo, y el macrón marca la versión larga de las vocales.
También se usa en aleutiano (dialecto de Bering). Es la decimosexta letra del alfabeto aleutiano moderno.

## Códigos de computación
| Carácter      | Ӣ                                     | Ӣ                                     | ӣ                                   | ӣ                                   |
| ------------- | ------------------------------------- | ------------------------------------- | ----------------------------------- | ----------------------------------- |
| Unicode       | LETRA MAYÚSCULA CIRÍLICA I CON MACRON | LETRA MAYÚSCULA CIRÍLICA I CON MACRON | LETRA PEQUEÑA CIRÍLICA I CON MACRON | LETRA PEQUEÑA CIRÍLICA I CON MACRON |
| Codificación  | decimal                               | hex                                   | decimal                             | hex                                 |
| Unicode       | 1250                                  | U+04E2                                | 1251                                | U+04E3                              |
| UTF-8         | 211 162                               | D3 A2                                 | 211 163                             | D3 A3                               |
| Ref. numérica | &#1250;                               | &#x4E2;                               | &#1251;                             | &#x4E3;                             |